# Per questa bella mano
Per questa bella mano, K. 612, es un aria de concierto de Wolfgang Amadeus Mozart, compuesta en Viena. Está fechada el 8 de marzo de 1791, tal como se recoge en el catálogo temático del propio Mozart. Está escrita para bajo con contrabajo obbligato.
El cantante original de la pieza fue Franz Xaver Gerl, quien destacó en la interpretación de los papeles de Don Giovanni (en la ópera homónima), de Fígaro (en Las bodas de Fígaro) y de Sarastro (en La flauta mágica). Por su parte, el contrabajista original fue Friedrich Pischlberg.
El aria pudo haber sido como un interludio para una ópera bufa escrita por otro compositor. En la actualidad, sigue siendo un aria muy conocida e interpretada habitualmente, siendo especialmente célebre entre los contrabajistas, pues presenta complejas escalas y dobles cuerdas.

## Estructura e instrumentación
La pieza consta de dos secciones; un lento Andante en compás de 6/8, que desemboca en un Allegro en compasillo. El aria está compuesta en la tonalidad de re mayor.
Con respecto al conjunto instrumental acompañante, este consta de flauta, dos oboes, dos fagotes, dos trompas y cuerdas.

## Texto
El texto del aria es una romántica declaración de amor y está extraído del libreto de la ópera cómica Le vicende d'amore, escrito por Giambattista Neri.
| Per questa bella mano, per questi vaghi rai giuro, mio ben, che mai non amero che te. L'aure, le piante, i sassi, che i miei sospir ben sanno, a te qual sia diranno la mia costante fe volgi lieti o fieri sguardi, dimmi pur che m'odo o m'ami, sempre accesc ai dolci dardi, sempre tuo vo' che mi chiami, ne cangiar puo terra o cielo quel desio che vive in me. | Por esta bella mano, por esos hermosos ojos, juro, mi bien, que nunca no amaré a otra que a ti Las brisas, las plantas, las piedras, que mis suspiros conocen bien, te contarán lo constante que es mi fidelidad. Posa felizmente tu mirada en mí, dime si me odias o me amas, siempre inflamado por tus dulces dardos, siempre tuyo quiero que me llames, ni cambiar puedo la tierra o el cielo que el deseo que vive en mí. |